# Alchemilla flabellata
Alchemilla flabellata é uma espécie de rosácea do gênero Alchemilla, pertencente à família Rosaceae.